# 桜ヶ丘 (多摩市)

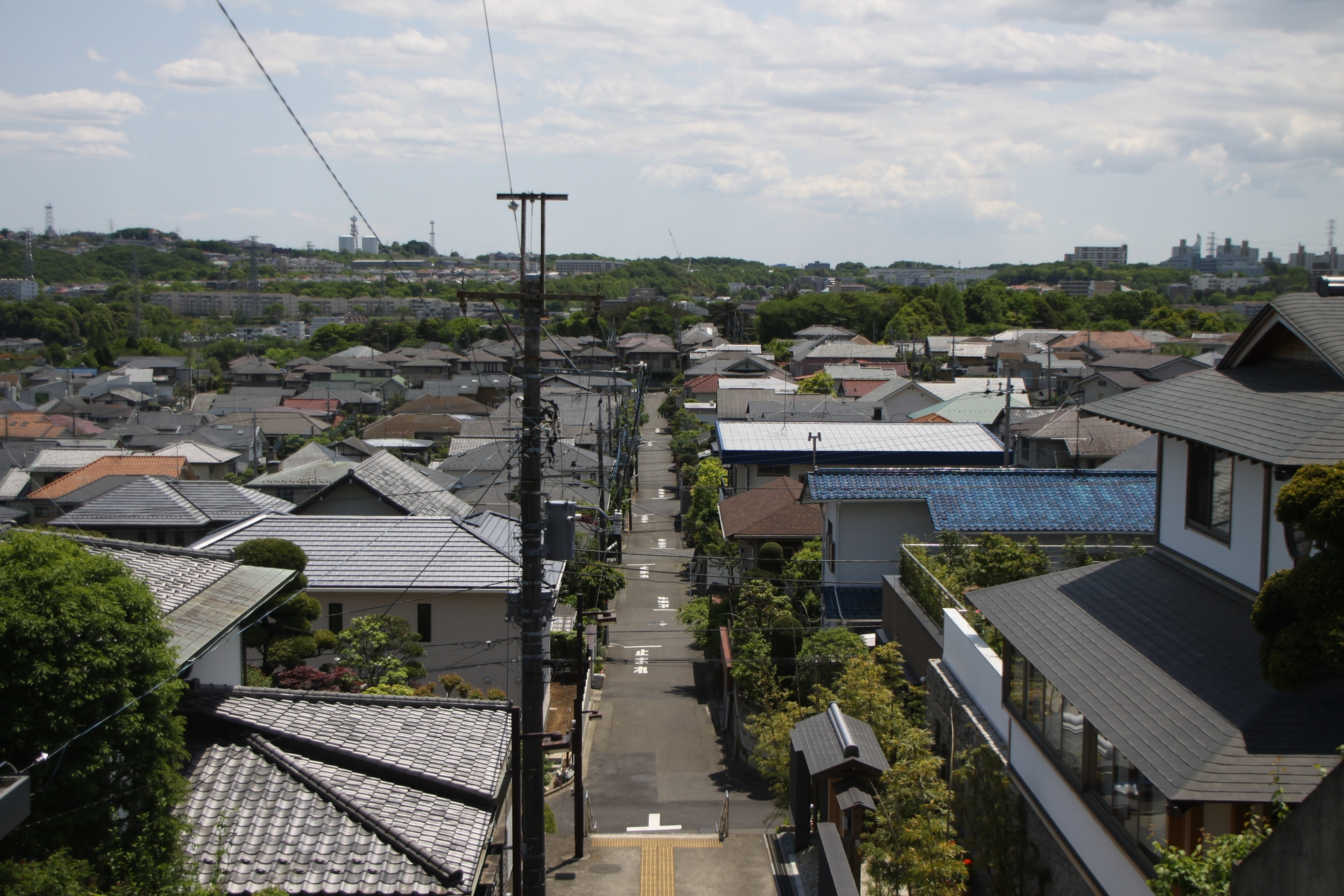
二丁目方面

桜ヶ丘（さくらがおか）は、東京都多摩市の町名。現行行政地名は桜ヶ丘一丁目から桜ヶ丘四丁目。郵便番号は206-0013。

## 地域概要

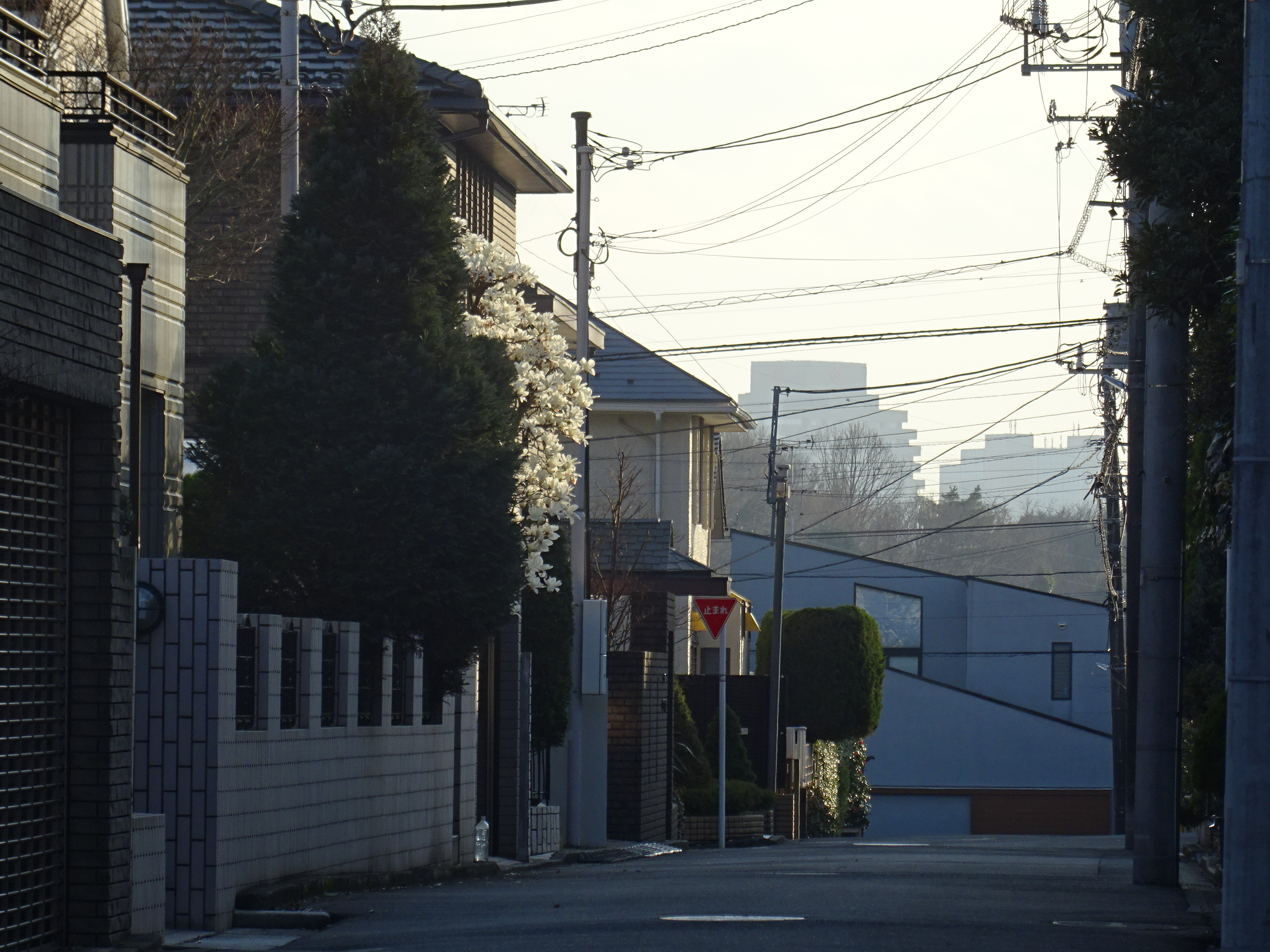
閑静な住宅街となっている（三丁目）

多摩市の東北部に位置し、聖蹟桜ヶ丘駅（京王線）の南側から永山駅（京王相模原線・小田急多摩線）の北側にかけて広がる地区である。地区の北側は高台になっており、晴れている日には新宿の超高層ビル群が一望できる。東京多摩地区の住宅地でもある。
京王帝都電鉄（当時）により「京王桜ケ丘住宅地」として計画的な開発がされており、「自然条件を十分に活かした高級住宅地」という位置付けで、1区画は平均100坪となっている。地区計画で敷地面積は最低で50坪（165平方メートル）以上と定められ、法令上それ以下への分割は認められていない。朝日新聞で連載された『東京地名考』では、「多摩の田園調布」と紹介された。
1995年に、スタジオジブリ映画『耳をすませば』の舞台になった街であることから、他所から観光に訪れる人も多い。
講談社の『土地のグランプリ07-08』の「多摩地区の住宅ランキング」では、武蔵野市吉祥寺東町を抜いて、多摩市桜ヶ丘2丁目が8位を獲得した。
2013年6月8日にテレビ東京で放映された『出没!アド街ック天国 -聖蹟桜ヶ丘編-』では、「桜ヶ丘住宅地」としてベストテンにランクインした。

### 地価
住宅地の地価は、2014年（平成26年）1月1日の公示地価によれば、桜ヶ丘1丁目57番5の地点で22万1000円/m2となっている。

## 地名の由来
旧来、当地区の地名は、東寺方、関戸、貝取等であったが、この一帯がサクラの名所であり、1937年（昭和12年）、当時の京王電気軌道（現・京王電鉄）が当地区の最寄駅である関戸駅を聖蹟桜ヶ丘駅に改称。戦後、当時の京王帝都電鉄（現・京王電鉄）が当地区の宅地開発をおこない「桜ヶ丘住宅地」として販売し、正式な地名となった。

## 歴史

### 開発以前
桜ヶ丘住宅地の開発以前、この地域の旧区画では、関戸、東寺方、落川の各一部で人家は殆どなかった。大きな樹木は少なく、丈の低い雑木林が大部分で、これは炭焼きやシイタケ栽培などのほだ木にするため、樹齢10年ほどで刈り取っていたからだった。そのなかで金毘羅宮神社を囲む数本の大木だけがひときわ目立っていた。そのひとつに「祈り松」と呼ばれる木があり、鎌倉時代末期の元弘の乱のとき、鎌倉方は遠めのきく兵士をこの松の上に登らせて、府中、中河原、部倍方面の戦況を知ったという。この松の下に、江戸時代になって関戸村の紺屋の林蔵という物持ちが、四国の金毘羅様にお参りして、その分霊を頂いてきて祀ったのが金比羅宮神社である。その後、女人が裏切った男を恨んで夜な夜な、この老木に男を呪う人形を五寸釘で打ち込んだという言い伝えも残っている。この松は、桜ヶ丘住宅地の完成後、すでに木の中心は空洞だったため伐採されてしまった。

### 京王帝都電鉄による開発
1956年に当時の京王帝都電鉄は田園都市建設部を発足させ、つつじヶ丘住宅地に続いて、当地に桜ヶ丘住宅地が計画された。聖蹟桜ヶ丘駅南側の約76ヘクタールを買収し、新時代の住宅都市を作ろうというもので、電気・上下水道・都市ガスを完備した当時としては国内で他に類を見ない本格的な街づくりだった。都市ガスは普及していなかったため、ガス供給のための京王ガス株式会社が設立され、京王は鉄道会社として初めてガス事業に参入した（現在は東京ガスが供給）。そして1960年に工事がスタートし、1962年に第1期分譲が開始された。一区画平均100坪で分譲され、分譲開始から4年間に第7期までで全体の約1300区画のうち約1200区画を販売、1971年には全区画が完売した。まだ金融機関によるローンは無く、まとまった資金を有する人しか取得できなかった時代である。この開発により当時の多摩村の人口は1万人を超え、町制施行し多摩町になった。その後、当住宅地の開発に関連して聖蹟桜ヶ丘駅前には、京王百貨店、京王アートマン、京王ストアをキーテナントとする都下で最大規模を有する「京王聖蹟桜ヶ丘ショッピングセンター」が開業したほか、京王本社をはじめとするオフィスビルが進出した。

### 全国初の既成住宅地での建築協定の制定
既成住宅地で建築協定が制定されたのは、桜ヶ丘住宅地の桜ヶ丘2丁目が全国で初めてである。建築協定そのものは住宅地開発と同時に制定されることは多々あったが、住環境を守るために土地の利用に制限が伴うものであるので、既成の住宅地での制定は同意形成の問題でそれまで例は無かった。
きっかけは、1970年代ごろから桜ヶ丘住宅地内で1区画を3分割も4分割もするミニ開発が頻発するようになってからだった。桜ヶ丘住宅地では1区画100坪前後のゆったりとした良好な住環境が形成されていたことから、日照や通風もまともに確保できないような敷地面積30坪以下の戸建住宅が密に立ち並ぶ区画が増えていくことに、住民は住環境が破壊されるという危機感をつのらせていた。住民らは、敷地面積は良好な日照や通風を確保できる50坪以上とするよう業者に働きかけるなどしていたが、それに従わない業者もあり、そうしているなか桜ケ丘2丁目では建築協定を制定するという動きにつながっていった。
1979年に自治会が建築協定の案を示し、住民に対して建築協定制定の賛否を問うアンケートが実施された。結果は圧倒的賛成多数で、これにより建築協定の制定への取り組みが本格化することになる。1980年の自治会の総会では、協定制定の準備のため「ミニ開発防止特別委員会」が設立された。そして委員会により何度となく説明会が開かれ、住民アンケートが実施されたりして、専門家の推敲も重ねながら協定の具体的内容が決められていき、1981年には最終案がまとまった。そして住民の418人もの地権者の同意を取り付け同年11月6日に申請、12月25日に桜ヶ丘2丁目を中心とする418区画・協定面積126,503平方メートルで建築協定は発効した。
この「多摩市桜ケ丘二丁目住宅地区建築協定」により、敷地の規模は最低165平方メートル（49.9坪）、建築物の外壁から敷地境界線までの距離は1メートル以上と定められ、密に戸建住宅が立ち並ぶミニ開発の脅威は無くなった。また、この協定は特徴的で、先述の最低敷地面積といった具体的な取り決めが並んでいるなかに「近隣との協調」という一項があり、「土地の所有者は、建築を計画するにあたっては、周辺の生活環境に及ぼす影響に十分配慮し、良好な近隣関係を損なわないよう努めるものとする」とされた。この協定は、既成の住宅地で制定された画期的なものだとされ、1981年12月10日付けの東京新聞、12月13日付けの朝日新聞と読売新聞で取り上げられた。それから数年後、田園調布で締結された建築協定は、この建築協定をもとにして作られた。
その後、地区計画制度が整備されたことから、1991年に多摩市により「多摩市桜ケ丘地区地区計画」が施行された。効力が2丁目とその周辺にとどまっていた建築協定の規制内容を、桜ヶ丘全域で施行したものだった。これにより最低敷地面積や、敷地境界からの外壁の後退が2丁目の協定から引き継がれたのに加え、日陰要因となる共同住宅（集合住宅）の建築問題も生じてきたことから、3戸以上の共同住宅・長屋の建築はできないと定められた。そのころになると2丁目の建築協定の期限も近くなっていたが、地区計画が協定地域全域を含め施行されていることから、協定の参加者らは協定を更新しないことを決め、1996年、2丁目の建築協定は期限満了を迎え失効し、地区計画がそれを引き継いだ形となった。

### 年表
- 1960年（昭和35年） 京王桜ケ丘住宅地の造成工事開始
- 1961年（昭和36年） 
  - 京王桜ケ丘住宅地の分譲開始
  - 都市ガス供給のため、京王ガス株式会社が設立される
- 1962年（昭和37年） 「桜ヶ丘」の町名地番施行
- 1963年（昭和38年） 当住宅地から都心への速達のため、京王線で無料特急の運行が開始され、最寄り駅である聖蹟桜ヶ丘駅が特急停車駅となり、新宿までの所要時間は25分となった[5]。
- 1965年（昭和40年） 都市ガス事業を多摩町に移管
- 1981年（昭和56年） 桜ケ丘二丁目住宅地区建築協定施行
- 1988年（昭和63年） 桜ケ丘住宅地および聖蹟桜ヶ丘駅前の京王による開発の終了
- 1991年（平成3年） 桜ケ丘地区地区計画施行
- 1996年（平成8年） 桜ケ丘二丁目住宅地区建築協定が失効（桜ケ丘地区地区計画がその効果を引き継ぐ）
- 2014年（平成26年） 桜ケ丘住宅地の中央部にあるロータリーが、改正道路交通法の施行にともない、東京都で唯一、全国15ヶ所のうちの1つとして、法令上で初めての環状交差点（ラウンドアバウト）に指定された[14]。

## 世帯数と人口
2018年（平成30年）1月1日現在の世帯数と人口は以下の通りである。
| 丁目         | 世帯数    | 人口    |
| ------------ | --------- | ------- |
| 桜ヶ丘一丁目 | 934世帯   | 1,961人 |
| 桜ヶ丘二丁目 | 592世帯   | 1,327人 |
| 桜ヶ丘三丁目 | 533世帯   | 1,226人 |
| 桜ヶ丘四丁目 | 783世帯   | 1,507人 |
| 計           | 2,842世帯 | 6,021人 |

## 小・中学校の学区
市立小・中学校に通う場合、学区は以下の通りとなる。
| 丁目         | 番地                 | 小学校                 | 中学校               |
| ------------ | -------------------- | ---------------------- | -------------------- |
| 桜ヶ丘一丁目 | 全域                 | 多摩市立多摩第一小学校 | 多摩市立多摩中学校   |
| 桜ヶ丘二丁目 | 全域                 | 多摩市立多摩第三小学校 | 多摩市立東愛宕中学校 |
| 桜ヶ丘三丁目 | 全域                 | 多摩市立東寺方小学校   | 多摩市立和田中学校   |
| 桜ヶ丘四丁目 | 1～33番地 41～49番地 | 多摩市立東寺方小学校   | 多摩市立和田中学校   |
| 桜ヶ丘四丁目 | その他               | 多摩市立東寺方小学校   | 多摩市立多摩中学校   |

## 交通

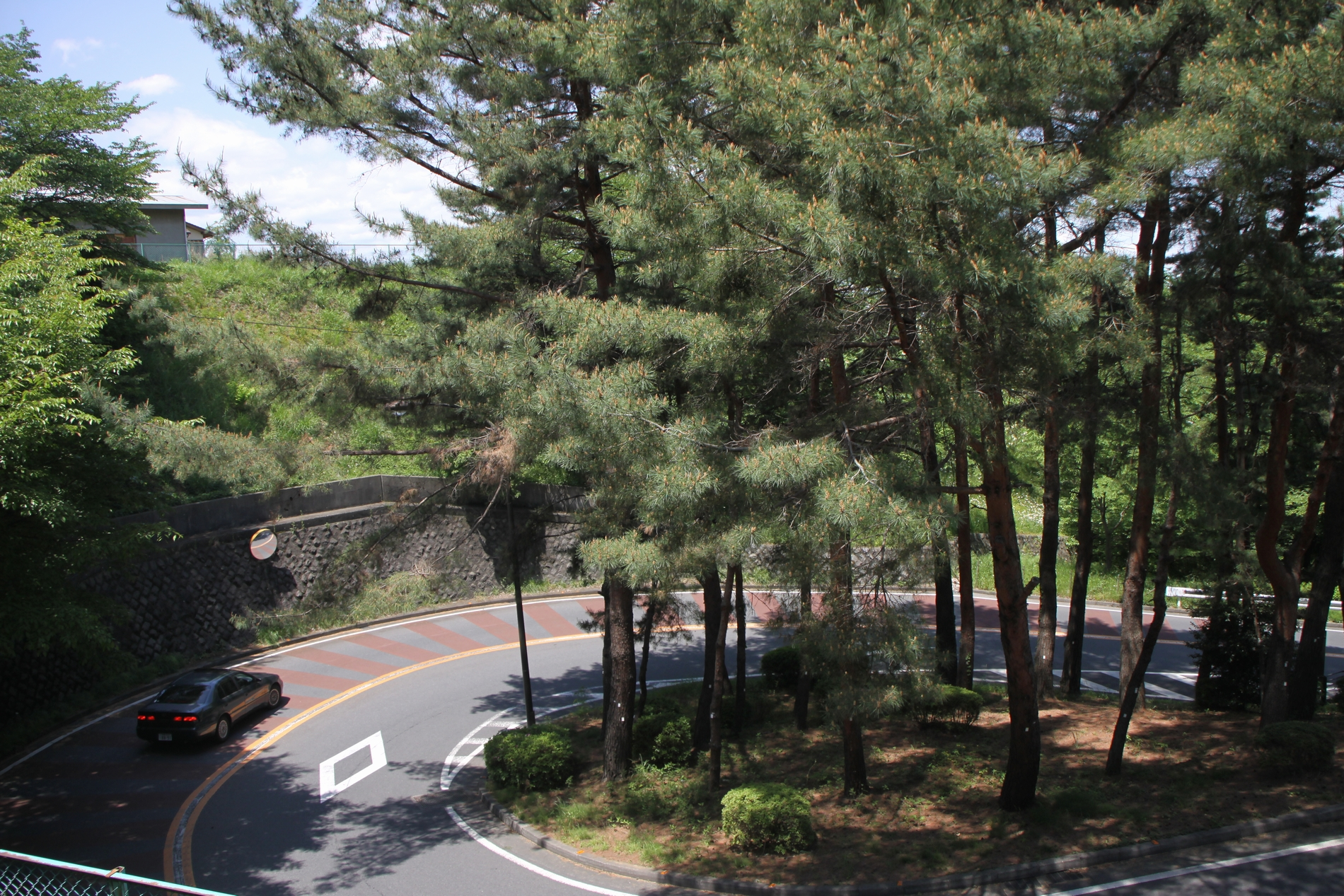
「いろは坂」の中腹

### 鉄道
京王線の聖蹟桜ヶ丘駅が当住宅地開発当初からの最寄り駅であるほか、その後開業した京王相模原線・小田急多摩線の永山駅が利用可能で、両駅へバスも出ている。また、京王相模原線・小田急多摩線・多摩モノレールの多摩センター駅方面へのバスも利用できる。

### 道路・橋梁
- いろは坂通り
- 桜ヶ丘東通り
- 桜ヶ丘西通り

いろは坂通りの北端にある坂道は、日光のいろは坂のようであることから「いろは坂」と呼ばれている。この場所はジブリ映画『耳をすませば』のモデル地の一つとなり、その主題歌「カントリー・ロード」の「丘をまく坂の道」というフレーズのもととなった。また、同じく『耳をすませば』のモデル地になった地区中央部にあるロータリーは、2014年の改正道路交通法の施行に伴い、法令上初の環状交差点（ラウンドアバウト）に指定された。

## 施設
行政
- 多摩市水道事務所
  - 桜ヶ丘浄水場

郵便局
- 多摩桜ヶ丘郵便局

公園
- 東寺方橋緑地
- いろは坂桜公園
- とりで公園
- さくら公園
- 原峰公園

神社・寺院
- 寿徳寺

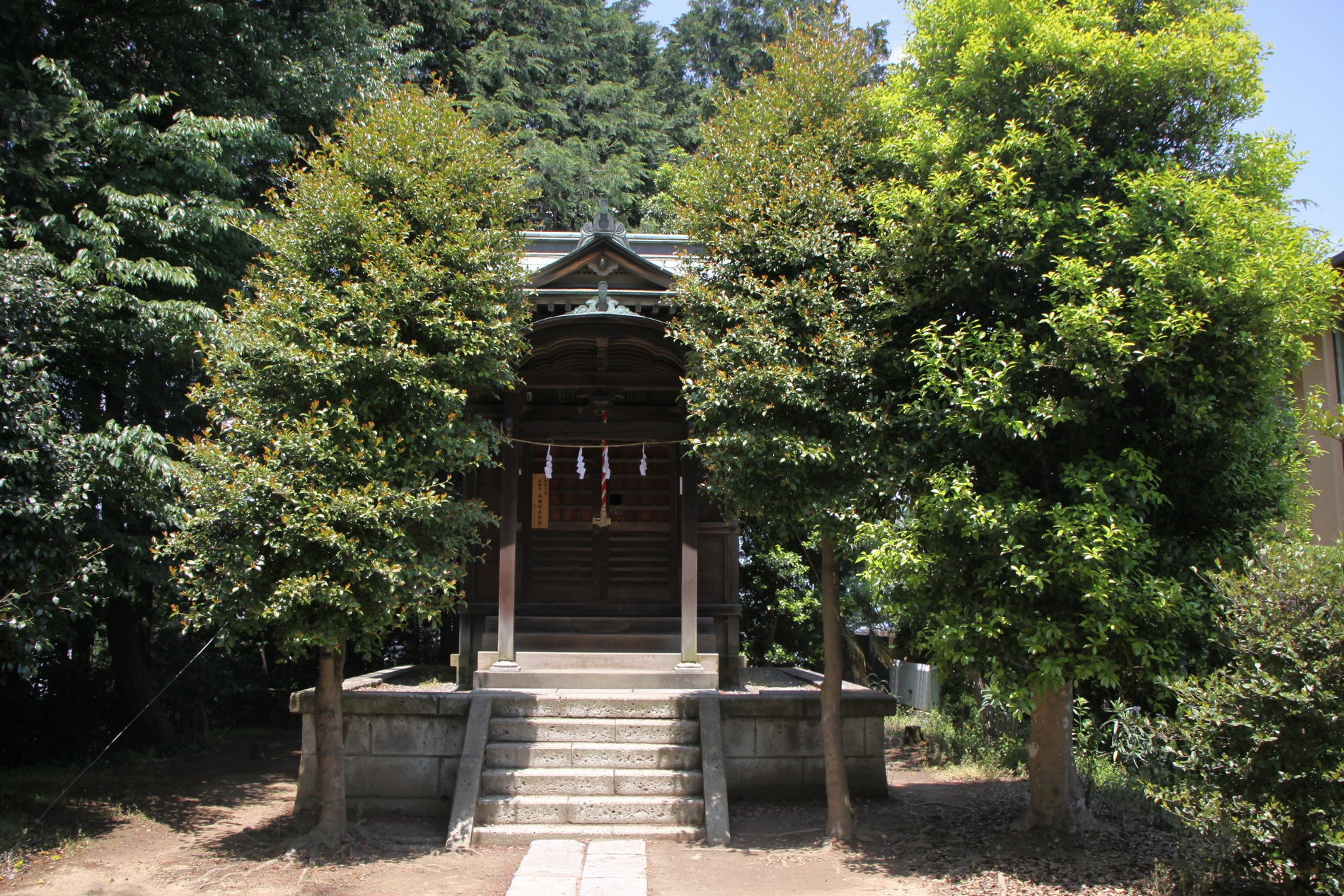
金比羅宮神社

- 金比羅宮神社（耳をすませばで雫が杉村に告白された場所とされる[16]）
- 山神社

## 出身・縁故著名人
- 山田風太郎（作家）
- 井上定雄（京王帝都電鉄社長）
- 広田宗（小田急電鉄社長）
- 小林甲子郎（京王帝都電鉄社長）
- 箕輪圓（京王帝都電鉄社長）
- 後藤田圭博（調布東山病院創設者、理事長）

この他、京王百貨店社長、横河電子機器社長、日立電線社長、いなげや社長、明電舎社長、日本ヒューレット・パッカード社長、ミサワホーム社長、シマダヤ社長らが居住していた。

## 逸話
- 京王線の特急電車が聖蹟桜ヶ丘駅に停車する理由として「京王の社長の家があるから」という逸話が長く語り継がれたが、実際は京王が開発した桜ヶ丘住宅地の最寄駅である聖蹟桜ヶ丘駅を特急停車駅とし、そこに社長が移り住んだ、というのが真相である。事実、京王電鉄の第2代社長井上定雄、第3代社長小林甲子郎、第5代社長箕輪圓が居住していた。
- 京王電鉄の社長のほかに、小田急電鉄の社長が住んでいた時期もある。